# Bölcsődalok
Babák részére készült Bölcsődalok I. - Szép álmokat! lemez, melyet több követett.

## Az album dalai[1]
1. Szép álmokat (Janca Ákos-Csuka László)
2. Aludni tér (Janca Ákos-Csuka László)
3. Kip-kop (Janca Ákos-Csuka László)
4. Ajándék (Janca Ákos-Csuka László)
5. Álomrét (Janca Ákos-Csuka László)
6. Körbe-körbe (Janca Ákos-Csuka László)
7. Kismadár (Janca Ákos-Csuka László)
8. De jó, hogy itt vagy (Janca Ákos-Csuka László)
9. Átölel kezem (Janca Ákos-Csuka László)
10. Két pici (Janca Ákos-Csuka László)
11. Tik, tak (Janca Ákos-Csuka László)
12. Félálomvilág (Gerendás Péter-Janca Ákos-Csuka László)

## Közreműködők
- Bayer Friderika - ének, vokál
- Tóth Géza - ének, próza
- Janca Ákos - billentyűs hangszerek

A felvétel a Pódium Stúdióban készült 1999-ben.